# Бакалинський район
Бакали́нський район (рос. Бакалинский район, башк. Баҡалы районы) — адміністративна одиниця Республіки Башкортостан Російської Федерації.
Адміністративний центр — село Бакали.

## Населення
Населення району становить 25957 осіб (2019, 28776 у 2010, 32327 у 2002).

## Адміністративно-територіальний поділ
На території району 17 сільських поселень, які називаються сільськими радами:
| Поселення                       | Площа, км² | Населення, осіб (2002) | Населення, осіб (2010) | Населення, осіб (2019) | Центр         | Населені пункти |
| ------------------------------- | ---------- | ---------------------- | ---------------------- | ---------------------- | ------------- | --------------- |
| Ахмановська сільська рада       | -          | 1052                   | 965                    | 777                    | Ахманово      | 2               |
| Бакалинська сільська рада       | -          | 11893                  | 11605                  | 12050                  | Бакали        | 7               |
| Бузюровська сільська рада       | -          | 946                    | 780                    | 609                    | Бузюрово      | 4               |
| Діяшевська сільська рада        | -          | 1730                   | 1470                   | 1232                   | Діяшево       | 9               |
| Камишлитамацька сільська рада   | -          | 943                    | 851                    | 705                    | Камишлитамак  | 3               |
| Кілеєвська сільська рада        | -          | 1932                   | 1671                   | 1401                   | Кілеєво       | 6               |
| Куштіряковська сільська рада    | -          | 891                    | 702                    | 491                    | Куштіряково   | 4               |
| Михайловська сільська рада      | -          | 1027                   | 865                    | 666                    | Михайловка    | 8               |
| Мустафинська сільська рада      | -          | 1151                   | 957                    | 827                    | Мустафино     | 3               |
| Новокатаєвська сільська рада    | -          | 1110                   | 968                    | 835                    | Новокатаєво   | 2               |
| Новоурсаєвська сільська рада    | -          | 1062                   | 804                    | 667                    | Новоурсаєво   | 7               |
| Старокостеєвська сільська рада  | -          | 943                    | 767                    | 680                    | Старокостеєво | 5               |
| Старокуручевська сільська рада  | -          | 3313                   | 2778                   | 2182                   | Старокуручево | 11              |
| Староматинська сільська рада    | -          | 1899                   | 1514                   | 1233                   | Старі Мати    | 9               |
| Старошарашлинська сільська рада | -          | 830                    | 725                    | 537                    | Старі Шарашлі | 8               |
| Тактагуловська сільська рада    | -          | 676                    | 581                    | 405                    | Тактагулово   | 3               |
| Урманаєвська сільська рада      | -          | 929                    | 773                    | 660                    | Урманаєво     | 5               |

## Найбільші населені пункти
| №  | Населений пункт | Населення, осіб (2002) | Населення, осіб (2010) |
| -- | --------------- | ---------------------- | ---------------------- |
| 1  | Бакали          | 9 514                  | 9 568                  |
| 2  | Старокуручево   | 1 629                  | 1 478                  |
| 3  | Старі Мати      | 1 184                  | 975                    |
| 4  | Мустафино       | 985                    | 821                    |
| 5  | Старокатаєво    | 596                    | 543                    |
| 6  | Кілеєво         | 550                    | 498                    |
| 7  | Нові Баликли    | 569                    | 493                    |
| 8  | Старі Баликли   | 527                    | 489                    |
| 9  | Бузюрово        | 591                    | 486                    |
| 10 | Ахманово        | 525                    | 476                    |